# 哈德比湖

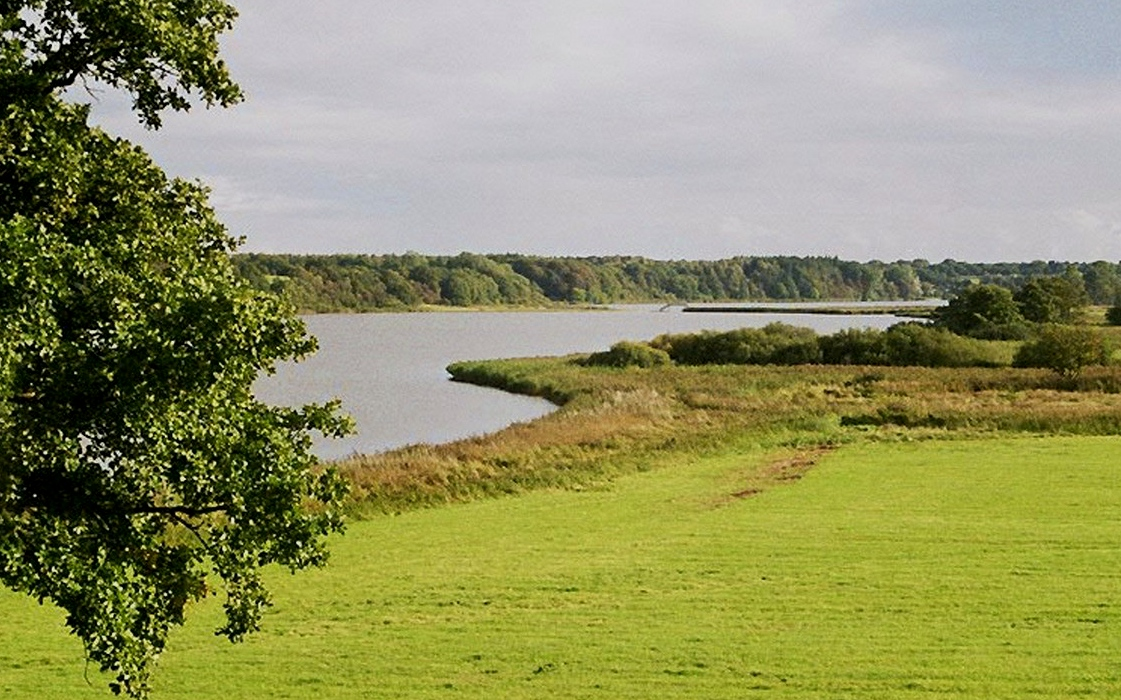

54°29′36″N 9°34′28″E / 54.49333°N 9.57444°E
哈德比湖（德語：Haddebyer Noor），是德國的湖泊，位於該國北部石勒蘇益格-荷爾斯泰因州，處於石勒蘇益格附近，長1.6公里、寬0.9公里，面積1平方公里，處於海平面水平，平均水深3米，最大水深5.2米，水體容量295萬立方米，湖岸線長度4.8公里。